# Scarabaeus rixosus
Scarabaeus rixosus là một loài bọ cánh cứng trong họ Bọ hung (Scarabaeidae).